# Blasco Francisco Collaço
Blasco Francisco Collaço (ur. 16 maja 1931 w Raia w Indiach) – duchowny katolicki, arcybiskup, emerytowany nuncjusz apostolski.

## Życiorys
2 maja 1954 święcenia kapłańskie i został inkardynowany do archidiecezji Goa i Damão. W 1959 rozpoczął przygotowanie do służby dyplomatycznej na Papieskiej Akademii Kościelnej.
23 września 1977 został mianowany przez Pawła VI nuncjuszem apostolskim w Panamie oraz arcybiskupem tytularnym Octava. Sakry biskupiej 5 listopada 1977 udzielił mu ówczesny Sekretarz Stanu - kard. Jean-Marie Villot.
Następnie reprezentował Stolicę Świętą na Dominikanie (1982-1991), na Madagaskarze (1991-1996) oraz w Bułgarii (1996-2000). 24 maja 2000 został przeniesiony do nuncjatury w Republice Południowej Afryki. W sierpniu 2006 przeszedł na emeryturę.